# ENCODE
ENCODE (Encyclopedia of DNA Elements)  è un consorzio di ricerca pubblico lanciato dall'Istituto di ricerca Nazionale del genoma umano degli Stati Uniti (NHGRI) nel settembre 2003.
L'obiettivo è di trovare tutti gli elementi funzionali presenti nel genoma umano, il che rappresenta uno dei progetti più critici dopo aver completato il progetto Genoma Umano. Tutti i dati generati nel corso del progetto verranno distribuiti rapidamente nei database pubblici.
Il 5 settembre 2001 furono resi disponibili i dati iniziati del progetto in un insieme di 30 articoli pubblicati su Nature, Genome Biology e Genome Research.
In queste pubblicazioni si sosteneva che approssimativamente il 20% del DNA non codificante nel genoma umano è funzionale mentre il 60% è trascritto ma non presenta alcuna funzione conosciuta.
La maggior parte di questo DNA non codificante funzionale è coinvolto nella regolazione dell'espressione di geni codificanti.
Inoltre l'espressione di ogni gene codificante è controllata da interruttori multipli situati sia vicino che lontano dal gene.
Questi risultati dimostrano che la regolazione genica sembra essere molto più complessa di quanto previsto.
Ampi studi sul genoma hanno determinato che approssimativamente il 90% dei polimorfismi a singolo nucleotide  che sono associati a  malattie non ricadono nelle regioni codificanti per proteine.
Precedentemente non era chiaro come queste differenze nelle sequenze potessero influenzare le malattie, in questo contesto i nuovi siti regolatori dell'espressione genica scoperti con il progetto ENCODE possono contribuire a fornire una spiegazione a questo fenomeno.